# Société nationale maritime Corse Méditerranée
Die Société nationale maritime Corse Méditerranée (SNCM) war eine französische Schifffahrtsgesellschaft mit Sitz in Marseille. Sie betrieb regelmäßige Fährverbindungen zwischen dem kontinentalen Teil Frankreichs und Italiens einerseits sowie Korsika, Sardinien, Algerien und Tunesien andererseits. Die SNCM transportierte Personen, Fahrzeuge und Waren auf verschiedenen Schiffstypen, insbesondere Fähren und NGVs (französisch navires à grande vitesse, Expressfähren).
Im November 2014 meldete die SNCM Insolvenz an (siehe Abschnitt Geschichte). Der Fährbetrieb wurde zum Januar 2016 eingestellt, Teile der Flotte und Routen wurden von der neugegründeten Corsica Linea übernommen.

## Hintergrund
Ursprünglich ein Staatsunternehmen, wurde die SNCM in den 2000er Jahren teilprivatisiert; heute hält die Transdev-Gruppe 66 % der Anteile an SNCM, der französische Staat noch 25 %, die restlichen 9 % sind Anteile der Belegschaft.
Das Unternehmen transportierte 2003 rund 1,5 Millionen Passagiere und 500.000 Fahrzeuge. Sein Marktanteil im Korsikaverkehr betrug in jenem Jahr rund 54 % nach 82 % im Jahr 2000. Es erfüllt von Marseille aus für diese Strecken einen öffentlichen Auftrag, für dessen Erfüllung die SNCM im Jahr 2011 Subventionen in Höhe von 112 Millionen Euro erhielt; trotz dieser Subventionen ist das Unternehmen jedoch chronisch in Verlusten (Jahresfehlbetrag von EUR 14 Mio. im Jahr 2012 und EUR 12 Mio. im Jahr 2011). Die Subventionen sind europarechtlich umstritten; trotz mehrfacher Restrukturierungsversuche ist es dem Unternehmen aber nicht gelungen, die Verluste zu verringern. Im Mai 2013 ordnete die EU zudem die Rückzahlung von EUR 220 Mio. ungerechtfertigter Subventionen über den Zeitraum 2007–2013 an.

## Die Flotte

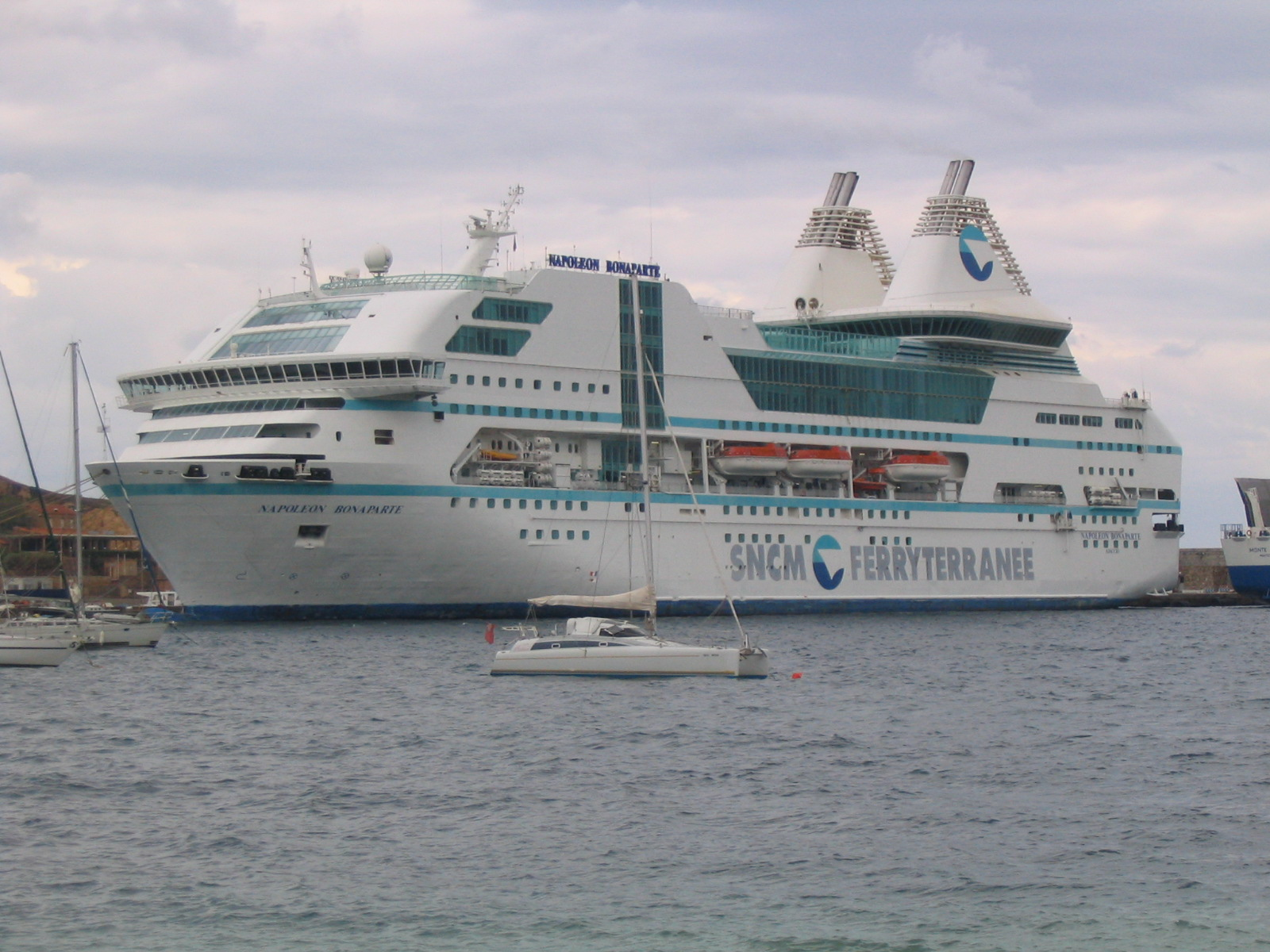
SNCM-Fähre Napoléon Bonaparte im Hafen von L’Ile-Rousse

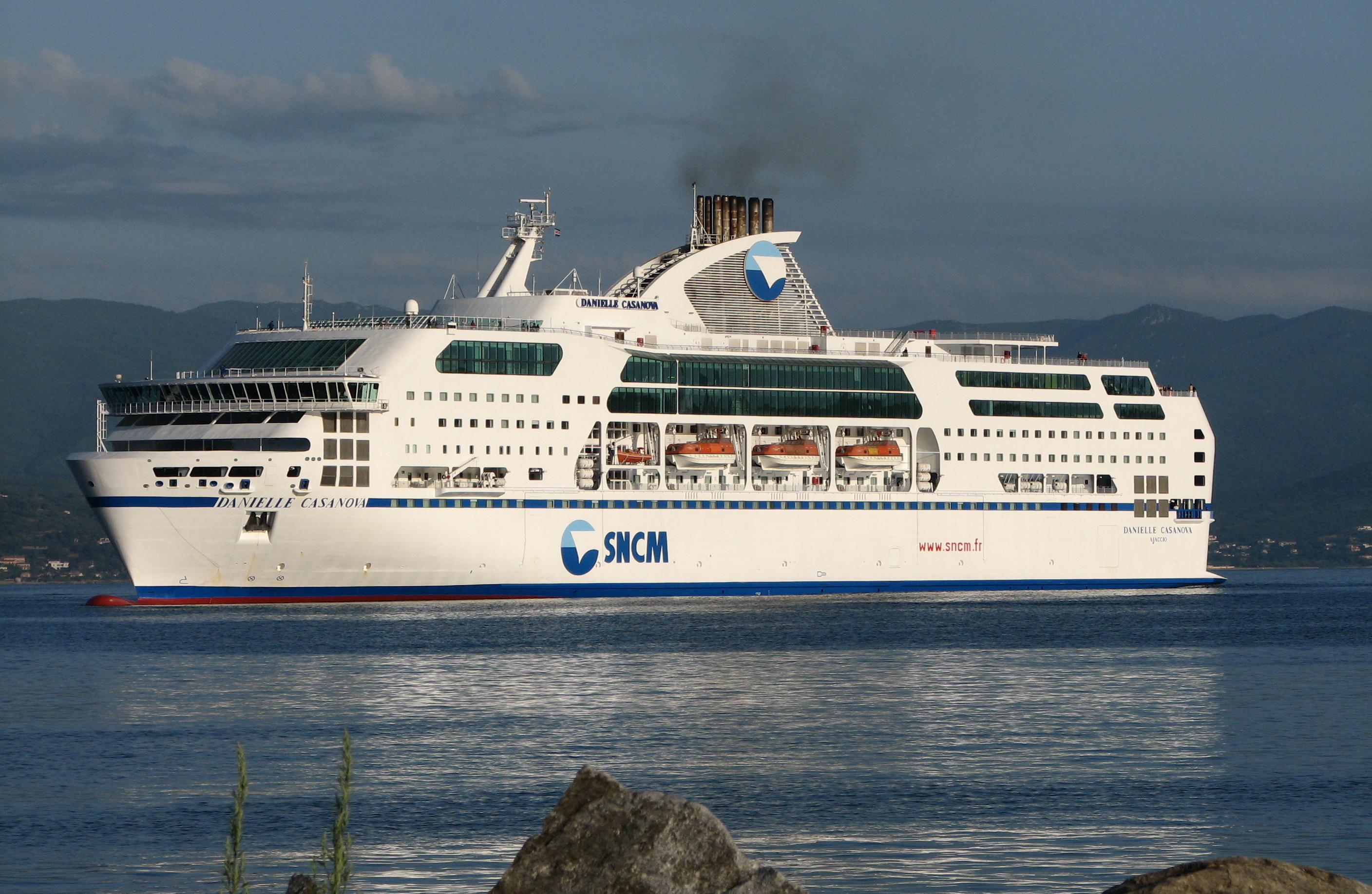
SNCM-Fähre Danielle Casanova im Hafen von Ajaccio

2015 bestand die Flotte der SNCM aus sieben Schiffen, alle davon, außer der Corse, gehören zur aktuellen Flotte von Corsica Linea:
| Schiff            | Im Dienst seit | Länge | Breite | Geschwindigkeit | Passagiere | Fahrzeuge | Anmerkung                                                               |
| ----------------- | -------------- | ----- | ------ | --------------- | ---------- | --------- | ----------------------------------------------------------------------- |
| Danielle Casanova | 2002           | 176 m | 30,4m  | 23 Knoten       | 2204       | 700       | benannt nach einer Kämpferin der Résistance, in Fahrt für Corsica Linea |
| Pascal Paoli      | 2003           | 176 m | 30,5m  | 23 Knoten       | 622        | 130       |                                                                         |
| Paglia Orba       | 1994           | 165 m | 29m    | 19 Knoten       | 544        | 120       |                                                                         |
| Jean Nicoli       | 1998           | 201 m | 25,8m  | 27 Knoten       | 1052       | 600       |                                                                         |
| Monte d’Oro       | 1991           | 145 m | 25,7m  | 19 Knoten       | 528        | 130       |                                                                         |
| Méditerranée      | 1989           | 165 m | 27,4m  | 24 Knoten       | 2450       | 700       |                                                                         |
| Corse             | 1983           | 145 m | 23,8m  | 22 Knoten       | 1800       | 620       | aufgelegt                                                               |

### Vorherige Schiffe
(Quelle: )
- Excelsior (2013–2014, gechartert)
- El. Venizelos (2013, gechartert)
- NGV Liamone ll (2010, gechartert)
- NGV Liamone (2000–2009)
- NGV Asco (1996–2005)
- NGV Aliso  (1996–2004)
- Napoléon Bonaparte (1996–2004)
- ILE DE BEAUTÉ (1979–1990)
- L´Aude (1978–1997)
- L´Isere (1976–1984)
- Napoléon (1976–2002)
- Provence (1974–1989)
- Ile De Beauté (1973–1976)
- Monte Rotondo (1973–2002)
- Travetal (1972–1973, gechartert)
- Roussillon (1970–1980)
- Avenir (1967–1976)
- Comte De Nice (1966–1983)
- Corse (1966–1981)
- Fred Scamaroni (1965–1980)
- Napoléon (1959–1974)
- Kairouan (1950–1974)
- Sidi-Bel-Abbés (1949–1963)

## Das Streckennetz
(Quelle: )

### Frankreich – Korsika – Sardinien
| Starthafen | Zielhafen     | Aktueller Betreiber           |
| ---------- | ------------- | ----------------------------- |
| Marseille  | Bastia        | Corsica Linea                 |
| Marseille  | Calvi         | Eingestellt                   |
| Marseille  | L’Ile-Rousse  | Corsica Linea                 |
| Marseille  | Ajaccio       | La Méridionale &Corsica Linea |
| Marseille  | Propriano     | Corsica Linea                 |
| Marseille  | Porto-Vecchio | La Méridionale                |
| Marseille  | Porto Torres  | Eingestellt                   |
| Nizza      | Bastia        | Corsica Ferries               |
| Nizza      | Calvi         | Eingestellt                   |
| Nizza      | L’Ile-Rousse  | Corsica Ferries               |
| Nizza      | Ajaccio       | Corsica Ferries               |
| Toulon     | Bastia        | Corsica Ferries               |
| Toulon     | Porto-Vecchio | Corsica Ferries               |
| Ajaccio    | Porto Torres  | Corsica Ferries & Moby Lines  |

### Frankreich – Algerien
| Starthafen | Zielhafen | Aktueller Betreiber             |
| ---------- | --------- | ------------------------------- |
| Marseille  | Oran      | Algérie Ferries                 |
| Marseille  | Algier    | Corsica Linea & Algérie Ferries |
| Marseille  | Bejaia    | Corsica Linea & Algérie Ferries |
| Marseille  | Skikda    | Corsica Linea & Algérie Ferries |

### Frankreich – Tunesien
| Starthafen | Zielhafen | Aktueller Betreiber |
| ---------- | --------- | ------------------- |
| Marseille  | Tunis     | Corsica Linea & CTN |
| Toulon     | Tunis     | Eingestellt         |

## Geschichte
Die SNCM wurde 1969 als „Compagnie Générale Trans-Mediterranéenne“ (CGTM) gegründet; sie war das Ergebnis der Fusion der Compagnie Générale Transatlantique mit der Compagnie de Navigation Mixte. 1976 nahm die CGTM den Namen SNCM anlässlich einer Kapitalerhöhung und der Übernahme der Kontrolle über das Unternehmen durch den Staat an (75 % CGM (Compagnie générale maritime) und 25 % SNCF); eine zweite Kapitalerhöhung im Jahr 1978 verschob die Anteile auf ein Verhältnis von 80/20.
1976 richtete der Staat das Prinzip der Continuité territoriale zwischen Korsika und dem Kontinent ein, infolge dessen die SNCM für einen Zeitraum von 25 Jahren Subventionen zugesagt bekam, um ihre Tarife an die der SNCF angleichen zu können. 1986 wurde die Zuständigkeit für die Subventionen für die Continuité territoriale auf das korsische Regionalparlament übertragen, welches das OTC (Office des transports de Corse) gründete, das wiederum mit der SNCM Vereinbarungen traf, die auf fünf Jahre befristet (1986–1990) waren, jedoch 1991 und 1996 für jeweils weitere fünf Jahre verlängert wurden.
1996 wurden auf der Strecke Marseille–Ajaccio die Autofähre Napoléon Bonaparte und ab Nizza die Expressfähren (NGV – französische Abkürzung für Hochgeschwindigkeitsschiff) Asco und Aliso eingesetzt. Im gleichen Jahr eröffnete Corsica Ferries die Linie Nizza–Bastia mit ähnlichen Expressfähren und stellte sich damit dem direkten Wettbewerb mit der SNCM.
2000 wurde die bis dahin größte Expressfähre Liamone (NGV3) auf den Strecken von Nizza nach Korsika in Dienst gestellt.
Im November 2003 nahm der Staat die bislang letzte Kapitalerhöhung vor, die eindeutig dazu bestimmt war, das Unternehmen vor der Insolvenz zu retten. Die Zustimmung der Europäischen Union zu dieser Maßnahme erfolgte unter der Bedingung, dass das Unternehmen einen Teil seiner Flotte verkauft und damit Aktiva realisiert: Im September 2004 wurde die Expressfähre Aliso an einen liberianischen Reeder verkauft, die Asco verließ im Mai 2005 die Flotte. Eigentümer des Unternehmens waren zu diesem Zeitpunkt die staatliche CGMF (Compagnie Générale Maritime et Financière) mit 93,02 % (80 % vor 2003), sowie die staatliche Eisenbahngesellschaft SNCF mit 6,98 % (20 % vor 2003).

### Privatisierung und weitere Entwicklung
Im September und Oktober 2005 kam es in Frankreich zu umfangreichen Streiks um Privatisierungen des öffentlichen Verkehrs- und Energiesektors, darunter auch zu Auseinandersetzungen um den drohenden Verkauf staatlicher Anteile an SNCM an das Private-Equity-Unternehmen Butler Capital Partners. Der Gewerkschaftsbund CGT und die korsische Gewerkschaft STC organisierten Streiks und Blockaden in den Häfen von Marseille und Bastia. Es kam zu gewalttätigen Auseinandersetzungen mit der Polizei. Am 27. September brachte eine Gruppe von STC-Mitgliedern das Fährschiff Pascal Paoli in ihre Gewalt, das am Folgetag von Spezialeinheiten der Gendarmerie (GIGN) gestürmt wurde.
Im Mai 2006 wurde die bis dahin rein staatliche SNCM in eine Aktiengesellschaft umgewandelt. 25 % der Aktien behielt der französische Staat. 9 % wurden Arbeitnehmeraktien der Beschäftigten. Die restlichen 66 % der Aktien gehören im Juli 2013 der Veolia-Gruppe (heute bei dessen Nachfolger Transdev).
Nach dem Verkauf der beiden Expressfähren NGV Asco und NGV Aliso verließ 2010 auch die letzte Expressfähre NGV Liamone die Flotte. Sie kam kurzzeitig noch im französischen Überseegebiet Tahiti zum Einsatz, bevor sie nach Taiwan verkauft wurde. Als Grund für die Ausmusterung der Schnellfähren wurde der zu hohe Treibstoffverbrauch und die damit verbundenen zu hohen Betriebskosten angegeben. Lediglich für die Saison 2010 wurde noch die bauähnliche Schnellfähre Aeolos Kenteris I gechartert, die unter dem Namen NGV Liamone II zum Einsatz kam. Diese wechselte nach einem Jahr jedoch wieder zurück zu ihrem Ursprungsbesitzer, der griechischen Reederei NEL Lines. Seit 2011 bietet SNCM keine Verbindungen mit Expressfähren mehr nach Korsika an.
Die Fähre Napoleon Bonaparte, einstiges Flaggschiff der SNCM, wurde während eines Sturms am 28. Oktober 2012 im Hafen von Marseille schwer beschädigt. Durch das Reißen einiger Taue drückte der Wind das Schiff gegen die Kaimauer, woraufhin es Leck schlug und instabil zu werden drohte. Da sich zu diesem Zeitpunkt keine Passagiere an Bord befanden, wurde niemand verletzt. Nach einer langwierigen Reparatur im Trockendock wurde das Schiff im Februar 2014 schließlich in Rhapsody umbenannt und zunächst an die italienische Reederei SNAV verkauft. Es verließ den Hafen von Marseille am 8. Mai 2014 und verkehrt heute für Grandi Navi Veloci zwischen Genua und Sardinien.

### Insolvenz
Am 4. November 2014 erklärte sich die Gesellschaft vor dem Handelsgericht von Marseille für zahlungsunfähig.
Grund hierfür soll die Forderung seitens des Hauptaktionärs Transdev nach der sofortigen Tilgung eines Darlehens von 103 Millionen Euro gewesen sein, wozu sich die SNCM nicht in der Lage sah.
Von Beobachtern wurde die Herbeiführung und Erklärung der Zahlungsunfähigkeit zunächst noch als „technischer Trick“ gesehen, um der Rückzahlung von 440 Millionen Euro an Subventionsgeldern an den französischen Staat zu entgehen, zu der die SNCM von der EU-Kommission aufgefordert worden war. Zum 6. Januar 2016 stellte die SNCM den Fährbetrieb allerdings endgültig ein.
Die Schiffe (bis auf die Corse) und das Streckennetz wurden nach der Insolvenz von der neu gegründeten Fährgesellschaft Corsica Linea übernommen.